# Стінна ящірка тіренська
Стінна ящірка тіренська (Podarcis tiliguerta) — вид ящірок родини справжніх ящірок (Lacertidae). Один із 28 видів роду. Ендемік Тірренського архіпелагу (Середземне море). Мешканець середземноморських гірських та прилеглих рівнинних ландшафтів. Вид охороняється Директивою Європейського Союзу 92/43/ЄС «Про збереження природних оселищ та видів природної фауни і флори». Описано 10 підвидів.

## Опис

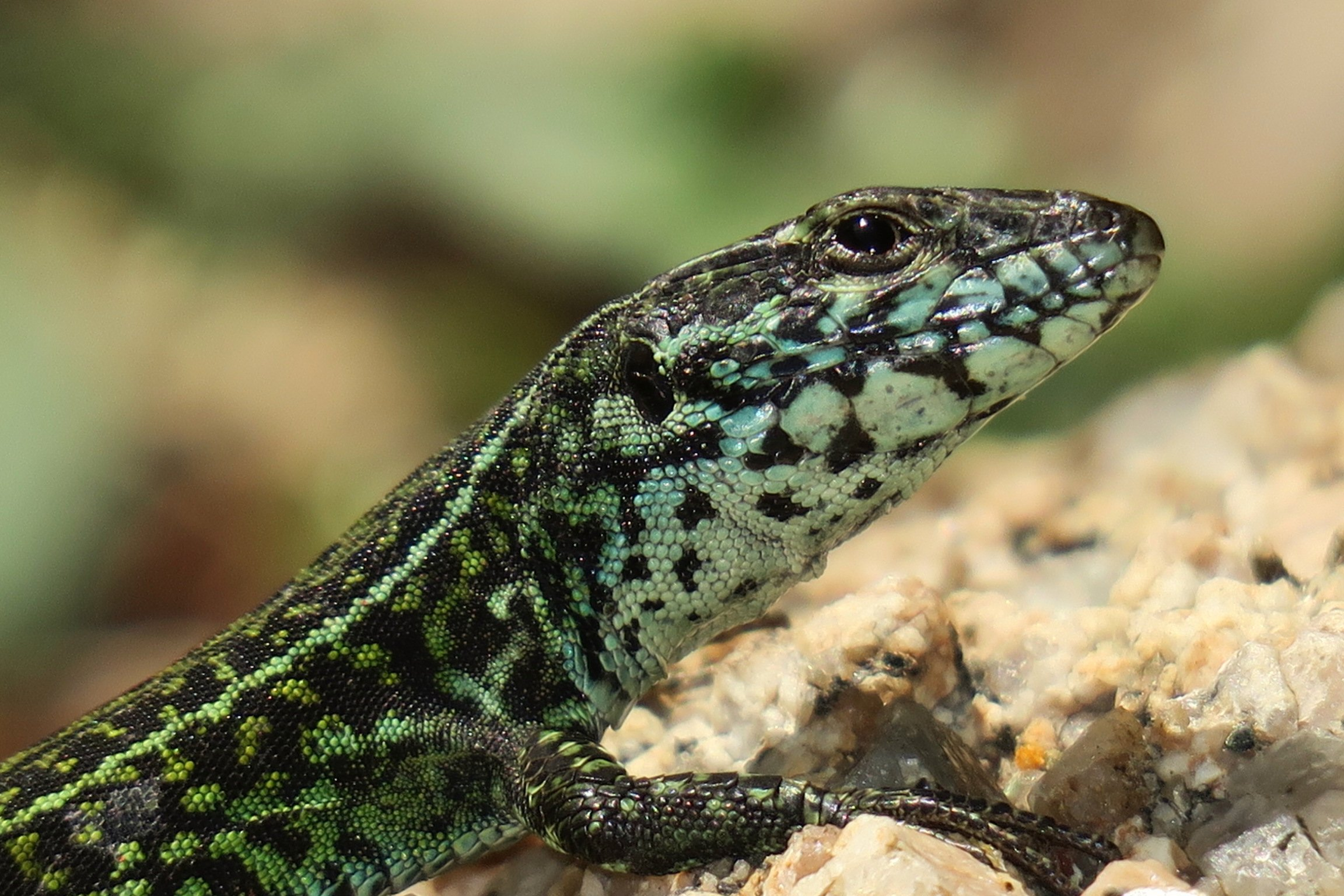

Невелика ящірка, до 25 см завдовжки (L. + L.cd.). Довжина тіла від кінчика морди до клоаки (L.) до 7 см. Хвіст (L.cd.) вдвічі  перевищує довжину тулуба з головою. Самці більші за самиць. Дорослі ящірки виглядають менш стрункими, ніж особини із споріднених видів. Для виду характерні значні відмінності за розмірами та забарвленням тіла між різними популяціями, особливо острівними, що стало причиною виділення багатьох підвидів. Голова висока, пірамідальна.
Забарвлення дуже мінливе, але зазвичай з блідими дорсо-латеральними лініями. Самці часто з зеленуватою спиною і синюватим хвостом, але зазвичай вкриті розлогим темним візерунком. Самки буруваті, зазвичай з меншою темною пігментацією, але боки можуть бути майже чорними, а також уздовж хребта можуть тягнутись смуга або ряд плям. Нижня частина зазвичай плямиста, може бути білою, жовтою, червонуватою або навіть синюватою. 

## Поширення

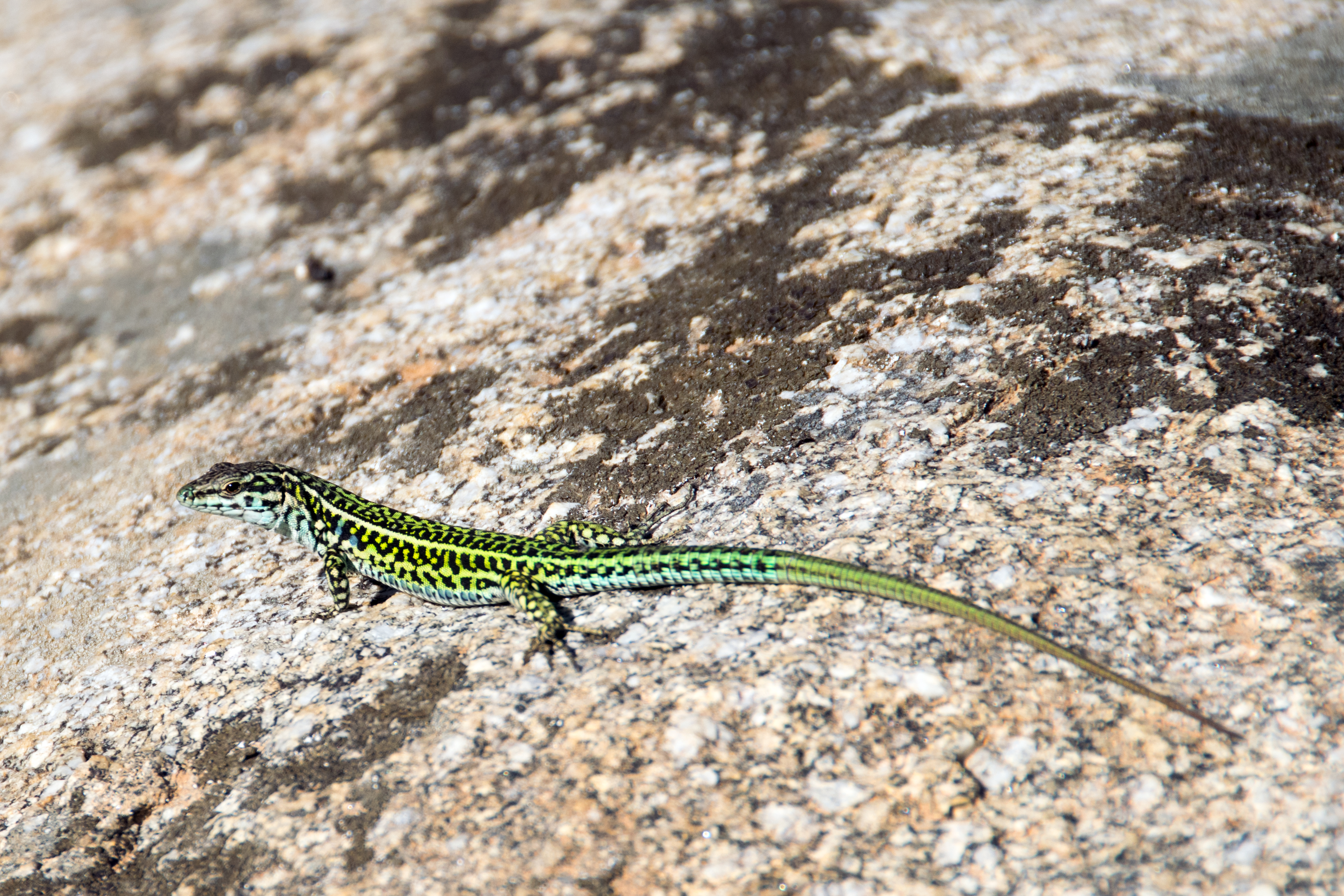
Стінна ящірка тіренська на о. Сардинія

Ендемік Тірренського архіпелагу (Середземне море), поширений на островах Корсика (Франція), Сардинія (Італія) і численних прилеглих островах.

## Місця проживання
Населяє різноманітні відкриті середземноморські ландшафти, від рівня моря до середньогір'їв, віддаючи перевагу добре освітленим, помірно сухим ділянкам з низькою рослинністю, зокрема чагарникам, лукам, рідколіссям, скелястим і приморським субаридним ландшафтам. Не уникає сільськогосподарських угідь та околиць населених пунктів, де трапляється в садах і виноградниках. У гори піднімається до висоти близько 1800 м н. р. м., а на Сардинії можливо до 2500 м.

## Особливості біології
На ряді островів у межах ареалу є досить звичайним видом, добре лазить по камінню і скелям, але рідше інших видів стінних ящірок. Активний з лютого по листопад, але можна побачити окремих особин, що гріються на сонці в теплі зимові дні. 
Стінна ящірка тіренська належить до яйцекладних плазунів. У період розмноження самці ревно охороняють свої індивідуальні ділянки, оглядаючи їх із високих предметів. Парування відбувається в квітні — травні. Самиці у липні відкладають 6—12 яєць. Окремі острівні популяції можуть мати менший розмір кладки. Молодь зазвичай з'являється у вересні. 
Харчується різноманітними безхребетними. На окремих островах мешкає в поблизу гнізд сокола Елеонори (Falco eleonorae), харчуючись залишками фекалій птахів і комахами, яких вони приваблюють. 

## Охорона
Стан більшості природних популяцій виду в межах ареалу залишається більш-менш стабільним. Саме тому він, згідно Червоного списку МСОП, отримав охоронний статус «відносно благополучний вид». Але в окремих регіонах, особливо на островах, спостерігається тенденція до зниження чисельності популяції виду, що потребує запровадження охоронних заходів. Тому, стінна ящірка тіренська охороняється Директивою Європейського Союзу 92/43/ЄС «Про збереження природних оселищ та видів природної фауни і флори» (Додаток IV. Види рослин і тварин, що становлять особливий інтерес для Європейського Союзу, які потребують суворих заходів охорони).

## Систематика
Один із 28 видів роду стінних ящірок (Podarcis).
Описано численні підвиди, більшість з яких, на думку ряду європейських герпетологів, недійсні з огляду на генетичні дані. Крім того, останні молекулярні дослідження припускають, що цей вид
фактично включає принаймні 3 різні види. Станом на 2024 рік описано 10 підвидів:
- Podarcis tiliguerta contii
- Podarcis tiliguerta eiselti
- Podarcis tiliguerta granchii
- Podarcis tiliguerta grandisonae
- Podarcis tiliguerta maresi
- Podarcis tiliguerta pardii
- Podarcis tiliguerta ranzii
- Podarcis tiliguerta rodulphisimonii
- Podarcis tiliguerta tiliguerta
- Podarcis tiliguerta toro